# DS E-Tense Performance Concept
La DS E-Tense Performance Concept est un concept car électrique dévoilé par le constructeur automobile français DS Automobiles le 7 février 2022. 

## Présentation
L'E-Tense Performance Concept est, comme son nom l'indique, un concept car électrique présenté par DS Automobiles le 7 février 2022. Ce coupé sportif hérite notamment de technologies issues de la Formule E. Il est basé sur le concept E-Tense du même constructeur, dévoilé en 2016.
Si l'extérieur et quelques caractéristiques techniques ont été dévoilés, le constructeur automobile n'a pas présenté l'intérieur. Malgré tout, la firme a annoncé qu'il reprenait des sièges baquets, un volant de Formule E ainsi qu'un système Hi-Fi Focal Utopia.
Ce concept électrique ne sera pas commercialisé pour le grand public. Toutefois, des images de ce concept car seront vendues aux enchères en NFT. Sous forme virtuelle, DS Automobiles mettra également aux enchères une série limitée à deux exemplaires baptisée « 100 Series – 0-100 km/h in 2 s ».
L'E-Tense Performance Concept a été essayé dès février 2022 sur piste et sur route ouverte par les pilotes champions de Formule E Jean-Éric Vergne et António Félix da Costa. C'est à ce moment que les données des performances réelles pourront être révélées. Par la suite, le coupé entamera son développement sur circuit et sur route.

« Notre objectif est d’appliquer l’expérience acquise en Formule E et l’expertise que nous tirons de nos titres internationaux à un projet qui préfigure la haute performance électrique de demain. C’est un laboratoire qui nous servira à analyser le comportement des composants et à les mettre au point en vue d’une future industrialisation. L’idée est aussi de trouver des solutions pour baisser les coûts, les rendre plus faciles à fabriquer et envisager les applications dans des modèles de série. Les prochaines générations de la gamme E-Tense bénéficieront de ces développements. »

— Thomas Chevaucher, directeur de DS Performance

## Design
Ce concept car arbore des lignes originales, notamment au niveau de la face avant où les éléments esthétiques serviront d'inspiration pour les prochains modèles de DS Automobiles. Il est possible d'afficher des animations autour du logo, au niveau de la calandre. C'est donc un écran qui remplace cette dernière. Deux caméras ont en outre été intégrées à l'avant du concept.
L'E-Tense Performance Concept dispose d'une livrée bicolore ou encore d'une chute de pavillon marquée. La peinture se distingue par l'évolution de son rendu en fonction de la luminosité et de l'angle de vue. Ce concept est également paré de parties contrastantes en noir brillant. Des poignées de porte affleurantes et des jantes aérodynamiques peuvent aussi être remarquées de profil.
L'E-Tense Performance Concept arbore du carbone notamment autour des passages de roues et au niveau de l'imposant diffuseur à l'arrière.
L'arrière ne subit pas beaucoup d'évolutions par rapport au concept DS E-Tense daté de 2016.

## Caractéristiques techniques
Ce concept car délivre une puissance maximale de 815 ch (600 kW) grâce à deux moteurs électriques. Le tout est animé par quatre roues motrices. L'E-Tense Performance possède aussi un freinage régénératif pouvant réemmagasiner jusqu'à 600 kW de puissance. Le couple atteint 8 000 N m, affirmant d'autant plus le caractère sportif de ce concept. Le 0 à 100 km/h est réalisé en seulement 2 s.
D'après DS Automobiles, la batterie « cache une chimie innovante et un système de refroidissement immersif des cellules en rupture avec les technologies actuelles ». Située en position centrale arrière, elle est intégrée dans une enveloppe composite carbone-aluminium. Cette batterie a été dévoilée en collaboration avec une filiale de TotalEnergies, Saft.
Comme ce que l'on voit en Formule E, ce coupé sportif dispose d'une coque en carbone mais aussi de trains roulants extrapolés de la compétition de monoplaces électriques, comme l'a indiqué DS Automobiles.